# Spiro Samara
Spiro Samàra, com'è internazionalmente più noto, in forma italiana, Spyrìdon Samàras (Corfù, 17 novembre/29 novembre 1863 – Atene, 25 marzo/7 aprile 1917), è stato un compositore greco.

## Biografia
Spiro Samaras nacque a Corfù. Sua madre era di Costantinopoli e suo padre, Skarlatos Samaras, era un diplomatico di Siatista. Da giovane studiò con Spyridon Xyndas  e tra il 1875 e il 1882 studiò al Conservatorio di Atene con Federico Bolognini, Angelo Mascheroni ed Enrico Stancampiano. 
La sua prima opera Torpillae, ora perduta, fu rappresentata per la prima volta ad Atene nel 1879. 
Successivamente, nel 1882, si trasferì a Parigi per studiare presso il Conservatorio parigino, presso cui studiò con Jules Massenet, Léo Delibes, Théodore Dubois e Charles Gounod. Lavorò con successo come compositore a Parigi per tre anni e poi emigrò in Italia nel 1885 dove divenne rapidamente una figura importante nel panorama operistico italiano. La sua opera Flora mirabilis debuttò a Milano nel 1886 e nel 1888 mise in scena Medgé al Teatro Costanzi di Roma con la star dell'opera francese Emma Calvé.
Divenne particolarmente legato a Edoardo Sonzogno, editore milanese. Sonzogno fondò il Teatro Lirico Internazionale e scelse l'opera di Samaras La martire per l'inaugurazione del teatro il 22 settembre 1894. L'opera era stata presentata in precedenza in quell'anno a Napoli ed è basata su un libretto di Luigi Illica.
Le opere di Samaras godettero di un'ampia distribuzione; le sue opere furono rappresentate a Parigi, Monte Carlo, Colonia, Berlino, Vienna, Malta, Bucarest, Costantinopoli, Smirne, Alessandria, Il Cairo. Scrisse quindici opere teatrali, le ultime tre su testi di Paul Milliet: Storia d'amore o La biondinetta (1903), Mademoiselle de Belle-Isle (1905) e Rhea (1908).
Tornò in Grecia nel 1911 dove continuò a comporre operette con l'obiettivo di soddisfare una varietà di pubblico, trascurando lavori che potevano essere più in linea con la sua vena creativa. La sua ultima opera, Tigra, sebbene iniziata in questo periodo e contenesse parte della sua migliore musica, non fu mai terminata.
Samaras è stato scelto da Demetrius Vikelas per la composizione dell'inno olimpico, su testo di Kostis Palamas. L'inno fu eseguito per la prima volta durante la cerimonia di apertura delle Olimpiadi estive del 1896, le prime Olimpiadi moderne. È stato dichiarato l'inno ufficiale del movimento olimpico dal Comitato Olimpico Internazionale nel 1958 ed è stato utilizzato in ogni cerimonia di apertura dalle Olimpiadi invernali del 1960.
Morì, all'età di 55 anni, ad Atene.

## Composizioni[3]

### Opera

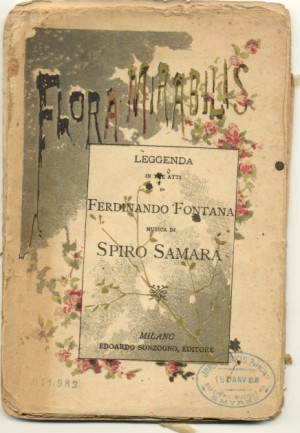
Flora mirabilis

- Torpillae, musica di scena per un'opera teatrale, parole di Gavziilidis e K. Triandafyllos, Atene, 1879.
- Olas, opera in 4 atti, libretto di Fravassili, oggi perduto, 1882.

- Flora mirabilis, opera in 3 atti, libretto di Ferdinando Fontana, Teatro alla Scala, Milano, 1886.

- Medge, opera in 4 atti, libretto di Ferdinando Fontana, Teatro Costanzi, Roma, 1888[2].

- Messidor, opera tratta dal romanzo di Alexandre Dumas Le Chevalier de Maison-Rouge, scritto prima del 1891, oggi perduto.
- Lionella, opera in 3 atti, libretto di Fontana, andata perduta tranne la Rapsodia Ungherese per orchestra, Teatro alla Scala, Milano, 4 aprile 1891.
- La martire, opera in 3 atti, libretto di Luigi Illica, Teatro Lirico Internazionale, Milano, 1894.
- La furia domata, opera in 3 atti, libretto di E. A. Butti e G. Macchi da La bisbetica domata di Shakespeare, Teatro Lirico Internazionale, Milano, 1895
- Storia d'amore o La biondinetta, opera in 3 atti, libretto di Paul Milliet, Teatro Lirico Internazionale, Milano, 1903.
- Mademoiselle de Belle-Isle, opera in 4 atti, libretto francese di Paul Milliet su l'opera di Dumas in italiano, Teatro Politeama, Genova, 1905.
- Rea, opera in 3 atti, libretto di Paul Milliet, Teatro Verdi, Firenze, 1908[4].
- Tigra, opera in 3 atti incompiuta, libretto R. Simoni, 1911, esiste solo l'atto 1.

### Operetta
- Pólemos en polémo, operetta in 3 atti, libretto di G. Tsokopoulos e I. Delikaterinis, Atene, 10 aprile 1914.
- I pringípissa tis Sassónos, operetta in 3 atti, libretto di N.I. Laskaris e P. Dimitrakopoulos, Atene, 21 gennaio 1915.
- I Kritikopoúla, operetta in 3 atti, libretto di Laskaris e Dimitrakopoulos, Atene, 30 marzo 1916.

### Musica per pianoforte
- Scènes orientales, quatre suites caractéristiques, Parigi, 1882
- Bohèmienne, 1888

Per la visualizzazione dei libretti di alcune composizioni, è possibile consultare Internet Archive e IMSLP.